# Jirō Kamata
Jirō Kamata (鎌田 次郎?, Kamata Jirō; Ōta, 28 luglio 1985) è un ex calciatore giapponese, di ruolo difensore.

## Palmarès

### Club

#### Competizioni nazionali
- J2 League: 1

Kashiwa Reysol: 2019